# Борис Дишлиев
Борис Иванов Дишлиев е български комунист родом от град Копривщица.
Сиромашията, подобно на много други го изпраща в София. Тук Борис освен търсенето на препитание се занимава и със самообразование и оформя своите политически възгледи като комунист. След време пак в търсене на работа се озовава в Пловдив. Тук той организира малка книжарница, наречена „Пчела“, като се включва дейно в работнически организации от комунистическите среди. Става близък с функционери като Васил Коларов, Никола Гълъбов, Стефан Кираджиев и Брайко Хаджилуков.
В Пловдив Борис Дишлиев като надарен с актьорски и декламаторси качества се включва в самодейната дейност и е избран в ОК на БКП. Неговата книжарница се превръща в място за срещи с други партийни работници. При проведен обиск полицията открива там взривни материали и литература, укрити там.
След края на Първата световна война преди обяд на 19 ноември 1919 г. на пловдивския площад „Джумаята“ Борис Дишлиев е в челната колона и пробива блокадата. Целта е провеждане на протестен митинг. По време на речта, произнасяна от него, конна полиция открива стрелба по демонстрантите. Така Борис Дишлиев става първата жертва, дадена от копривщенци в борбата за по-добър живот.

## Памет
Внукът на Борис Дишлиев, Радко Дишлиев му посвещава стохотворението си „На дядо ми Борис Дишлиев“.